# 헛간

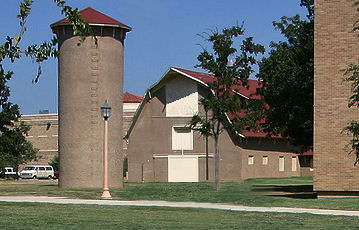
헛간

헛간(barn)은 가축 거주지나 작물 보관, 연장 보관, 작업장 등의 용도로 사용되는 농업 건물이다.

## 종류
- 미곡창
- 탈곡 헛간

## 같이 보기
- 낙농
- 광